# Огороха
Огороха (также Гороха) — река в России, протекающая по Абыйскому улусу Якутии. Правый приток реки Бадяриха (бассейн Индигирки). Длина реки составляет 167 км (от истока Оюна — 212 км). Площадь водосборного бассейна — 2900 км².
Исток находится в безымянном массиве сопок на Колымской низменности, к западу от истока реки Шангина, на высоте более 200 метров над уровнем моря. В верховьях течёт преимущественно в юго-западом направлении, после впадения реки Кытыан-Ыябыт русло поворачивает на запад, после впадения реки Оюн — на северо-запад. В нижнем и среднем течении реки в бассейне реки находится большое количество озёр. Огороха очень активно меандрирует. Впадает в Бадяриху в 55 км от её устья по правому берегу на высоте 22 м над уровнем моря. Ширина в нижнем течении — 25 м при глубине 1,5 м; скорость течения в низовьях составляет 0,4 м/с. Населённых пунктов на реке нет. Основной приток — река Оюн длиной 107 км.

## Данные водного реестра
По данным государственного водного реестра России и геоинформационной системы водохозяйственного районирования территории РФ, подготовленной Федеральным агентством водных ресурсов:
- Бассейновый округ — Ленский
- Речной бассейн — Индигирка
- Речной подбассейн — нет
- Водохозяйственный участок — Индигирка от впадения Момы до водомерного поста Белая Гора
- Код водного объекта — 18050000312117700061544